# Бередниково (Бокситогорський район)
Бередниково (рос. Бередниково) — присілок Бокситогорського району Ленінградської області Росії. Входить до складу Великодвірського сільського поселення.
Населення — 4 особи (2012 рік).

## Населення
| 2007 | 2010 | 2017 |
| ---- | ---- | ---- |
| 8    | ↗10  | ↘5   |